# Assi Nortia
Assi Nortia, Ida Astrid Sarmas, tidigare Karjalainen, född Feldmann, 2 september 1925 i Viborg, död 16 januari 1989 i Tammerfors, var en finländsk skådespelare, operasångare och dansös.

## Biografi
Nortia föddes i en officersfamilj och studerade sång vid Sibelius-akademin under ledning av Oiva Soini. Assi Nortias far var Adolf Voldemar Feldmann och mor var Maria Elisabeth Erslund.
Åren 1943–1945 studerade hon vid Suomen Filmiteollisuus' filmskola och verkade vid Finlands nationaloperas kör 1949–1953. Vidare var hon aktiv vid Helsingfors folk- och arbetarteater 1953–1961, teatern i Tammerfors 1961–1963 och vid Tavastehus stadsteater 1963–1965. Nortia engagerades vid filmen under 1940-talet och debuterade som 19-åring i Miesmalli 1944. Fram till 1987 medverkade Nortia i över 30 filmer. Under sin karriär gästspelade Assi Nortia vid olika teatrar som sångerska, skådespelare och dansös.
Assi Nortia var gift med fastighetsägaren Veikko Karjalainen, de fick två söner tillsammans Juha Matti Karjalainen (1946) och Asseri Karjalainen.
Assi Nortia gifte om sig senare med trumpetaren Raimo Sarmas, med vilken hon hade dottern Sari Sarmas, som också är skådespelare och dansös. Barn till Assi Nortia är Juha Matti Karjalainen (1946) Helsingfors (+2020) Stockholm, och Sari Anneli Sarmas (1964) Helsingfors. Barnbarn till Assi Nortia fd internationell foto modell även utnämnd Fröken Sverige 2013 och Miss Elegant 2013, Sally Assi Elaine Linnéa Lindgren (1991) Stockholm.

## Filmografi[4]
- Miesmalli, 1944
- Anja tule kotiin, 1944
- Suomisen Olli yllättää, 1945
- Nuoruus sumussa, 1946
- Kaunis Veera eli ballaadi Saimaalta, 1950
- Tytön huivi, 1950
- Rion yö, 1951
- "Jees, olympialaiset", sanoi Ryhmy, 1952
- Mitäs me taiteilijat, 1952
- Muhoksen Mimmi, 1952
- Salakuljettajan laulu, 1952
- Rantasalmen sulttaani, 1953
- Veteraanin voitto, 1955
- Kärlek i ödemarken, 1956
- Kulkurin masurkka, 1958
- Pekka ja Pätkä Suezilla, 1958
- Kovaa peliä Pohjolassa, 1959
- Kankkulan kaivolla, 1960
- Tyttö ja hattu, 1961
- Kiurunkulma, 1966 (TV-serie)
- Vihreän kullan maa, 1987 (TV-serie)